# Tiphia tegelonga
Tiphia tegelonga (лат.) — вид ос рода Tiphia из семейства Tiphiidae (Hymenoptera). Индия и Таиланд. 

## Описание
Жалящие перепончатокрылые. Длина тела около 5,6 — 7,9 мм. Мандибула самца без преапикального зубца; тегула удлинённая; краевая ячейка переднего крыла значительно длиннее второй кубитальной ячейки в апикальном расширении; срединное расширение наличника глубоко выемчатое; ноги коричневые. Апикальный край наличника самки прямой, без выемки; тегула удлиненная; латеральная сторона переднеспинки с узкой трансдискальной бороздкой; дорсальная сторона проподеума с удлинённой ареолой в форме ключевого камня длиной около 3 × больше апикальной ширины; маргинальная ячейка и вторая кубитальная ячейка переднего крыла с небольшим шпорцем, соответственно; задний базитарзус с бороздкой; метасомальные тергиты с крупными точками. Личинки предположительно, как и близкие виды, паразитируют на пластинчатоусых жуках (Scarabaeidae, Rutelidae, Cetoniinae). Вид был впервые описан в 1975 году американским энтомологом Гарри Виллисом Алленом (1892—1981), а его валидный статус подтверждён в 2022 году.